# Rivelatore di particelle
Nella fisica sperimentale, un rivelatore di particelle o rivelatore di radiazione è uno strumento usato per rivelare, tracciare e identificare particelle, come quelle prodotte per esempio da un decadimento nucleare, dalla radiazione cosmica, o interazioni in un acceleratore di particelle. Spesso i rivelatori sono usati come calorimetri, cioè sono in grado di misurare l'energia della radiazione persa nel rivelatore. Altre grandezze che possono essere misurate sono il momento e più difficilmente lo spin o la carica delle particelle.

## Descrizione
I rivelatori usati nei moderni acceleratori sono grandi sia in termini di dimensioni che di costi. Il termine "contatore" è spesso usato al posto di "rivelatore", quando l'unico scopo del rivelatore è di contare le particelle e non è in grado di misurarne l'energia. A volte i rivelatori di particelle possono tracciare la traiettoria della particella ionizzante. Se il loro scopo principale è la misura della radiazione, sono chiamati rivelatori di radiazione, altrimenti il termine rivelatori di particelle è corretto.

### Esempi e tipologie
Molti tipi di rivelatori sfruttano la creazione di coppie dovuta al passaggio della radiazione, per esempio coppie elettrone-ione in un rivelatore a gas, o elettrone-lacuna in un rivelatore a semiconduttore. Altri principi sono stati applicati come nei rivelatori Cherenkov o nei bolometri.
Esempi storici
- Camera a bolle
- Camera a nebbia, Camera a diffusione
- Emulsione nucleare

Rivelatori per la radioprotezione
- Dosimetro
- Elettroscopio (minuscoli elettroscopi sono usati come dosimetri portatili)

Rivelatori usati frequentemente in fisica nucleare e delle particelle
- Calorimetro
- Rivelatore Cerenkov, rivelatore ad Aerogel
  - RICH (Ring Imaging Cerenkov Detector)
- Rivelatore a radiazione di transizione
- Scintillatore
  - Cella di Lucas
- Rivelatore a semiconduttore
- Rivelatore a gas
  - Camera a ionizzazione, Contatore proporzionale, Contatore Geiger-Müller
  - Camera a deriva, Camera a jet
  - MicroStrip Gas Chamber (MSGC)
  - Camera proporzionale a multifili
  - Camera a scintilla, Camera a flash, Camera a multifili
  - Camera a proiezione temporale (TPC)
- Rivelatori bolometrici

## Installazioni di rivelatori di particelle

### Nei collisori
- Al CERN
  - a LHC
    - CMS
    - ATLAS
    - LHCb
    - TOTEM (rivelatore)
    - ALICE

  - a LEP
    - Aleph
    - Delphi
    - L3
    - Opal

  - a SPS
    - Gargamelle
    -  NA49, su na49info.cern.ch. URL consultato il 7 novembre 2018 (archiviato dall'url originale il 13 settembre 2008).
- Al Fermilab
  - a Tevatron
    -  CDF, su hyperphysics.phy-astr.gsu.edu.
    -  D0, su www-d0.fnal.gov.
- A DESY
  - a HERA
    -  H1, su www-h1.desy.de.
    -  HERA-B, su www-hera-b.desy.de. URL consultato il 6 agosto 2007 (archiviato dall'url originale il 16 aprile 2021).
    -  HERMES, su www-hermes.desy.de. URL consultato il 6 agosto 2007 (archiviato dall'url originale il 2 febbraio 2008).
    -  ZEUS, su www-zeus.desy.de.
- Al BNL
  - a RHIC
    - PHENIX
    - Phobos (physics)
    -  STAR, su star.bnl.gov. URL consultato il 22 febbraio 2020 (archiviato dall'url originale l'8 novembre 2008).
- A SLAC
  - a PeP-II
    - BaBar

  - a SLC Archiviato il 26 ottobre 2011 in Internet Archive.
    -  SLD, su www2.slac.stanford.edu. URL consultato il 6 agosto 2007 (archiviato dall'url originale il 30 novembre 2011).
- Altri
  - MECO a UC Irvine

### Senza collisori
- Super-Kamiokande
- AMANDA